# Darlington County
Darlington County är ett administrativt område i delstaten South Carolina, USA. År 2010 hade countyt 68 681 invånare. Den administrativa huvudorten (county seat) är Darlington. 

## Geografi
Enligt United States Census Bureau så har countyt en total area på 1 469 km². 1 453 km² av den arean är land och 16 km² är vatten. 

### Angränsande countyn
- Marlboro County, South Carolina - nordöst
- Florence County, South Carolina - sydöst
- Lee County, South Carolina - sydväst
- Kershaw County, South Carolina - väst
- Chesterfield County, South Carolina - nordväst